# 鴨脷洲發電廠
鴨脷洲發電廠是香港昔日一座火力發電廠，位於香港島南面的海島鴨脷洲的西部。發電廠於1965年3月動工，1968年開始初步投產，並逐步加建其餘機組。1971年1月3日晚上，興建中的第二座廠房發生五級大火，損失約千萬港元，並導致港島一度停電。至1980年，此廠最後一台機組正式全面啟用。發電廠採用燃油發電機組，總發電量大約為1,061兆瓦。

## 概要
由於鴨脷洲發電廠接近已發展區，如鄰近的鴨脷洲邨，加上和記黃埔（改組後現時長江和記實業有限公司）收購香港電燈後，有意發展發電廠的沿海地皮為大型私人住宅項目，加上此廠發電能力無法應付未來需要。因此，港燈於1978年決定另建南丫發電廠取代，隨後又將部分新安裝或未服役機組遷至該廠，而此廠則轉為僅負責後備及調峰之用。
1989年12月18日，鴨脷洲發電廠正式脫離港燈電網並退役，香港島、鴨脷洲及南丫島的電力供應，全數改由1982年落成的南丫發電廠負責。鴨脷洲發電廠原址則連同附近的蜆殼鴨脷洲油庫，發展為現在的大型私人屋苑海怡半島。
然而，發電廠最東面的機組，以及後來興建的行政大樓在重建期間未有拆卸，並改建為「港燈鴨脷洲綜合大樓」，設有鴨脷洲變電站、港燈倉庫、停車場及電動車充電站。

### 圖集

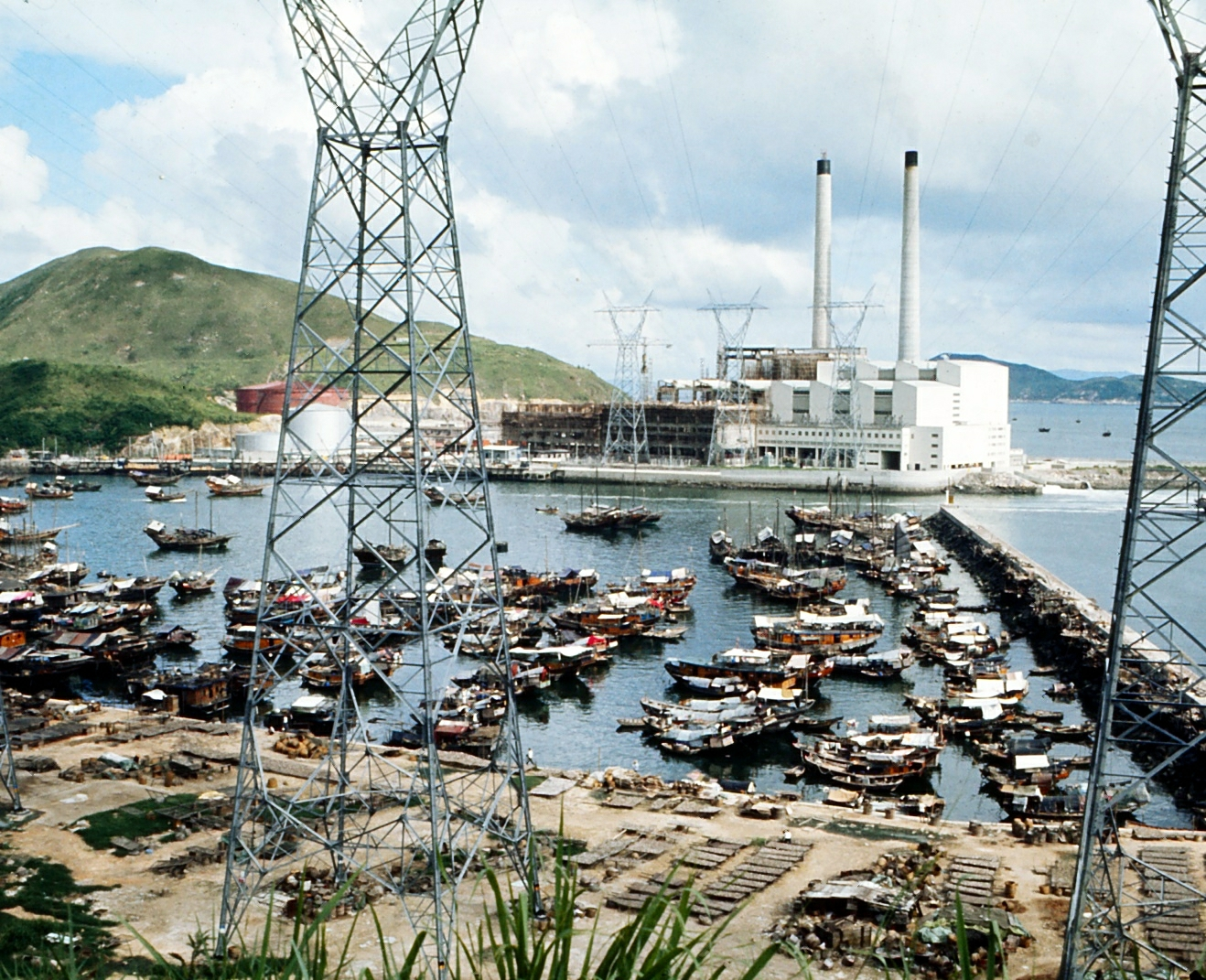
1971年的鴨脷洲發電廠
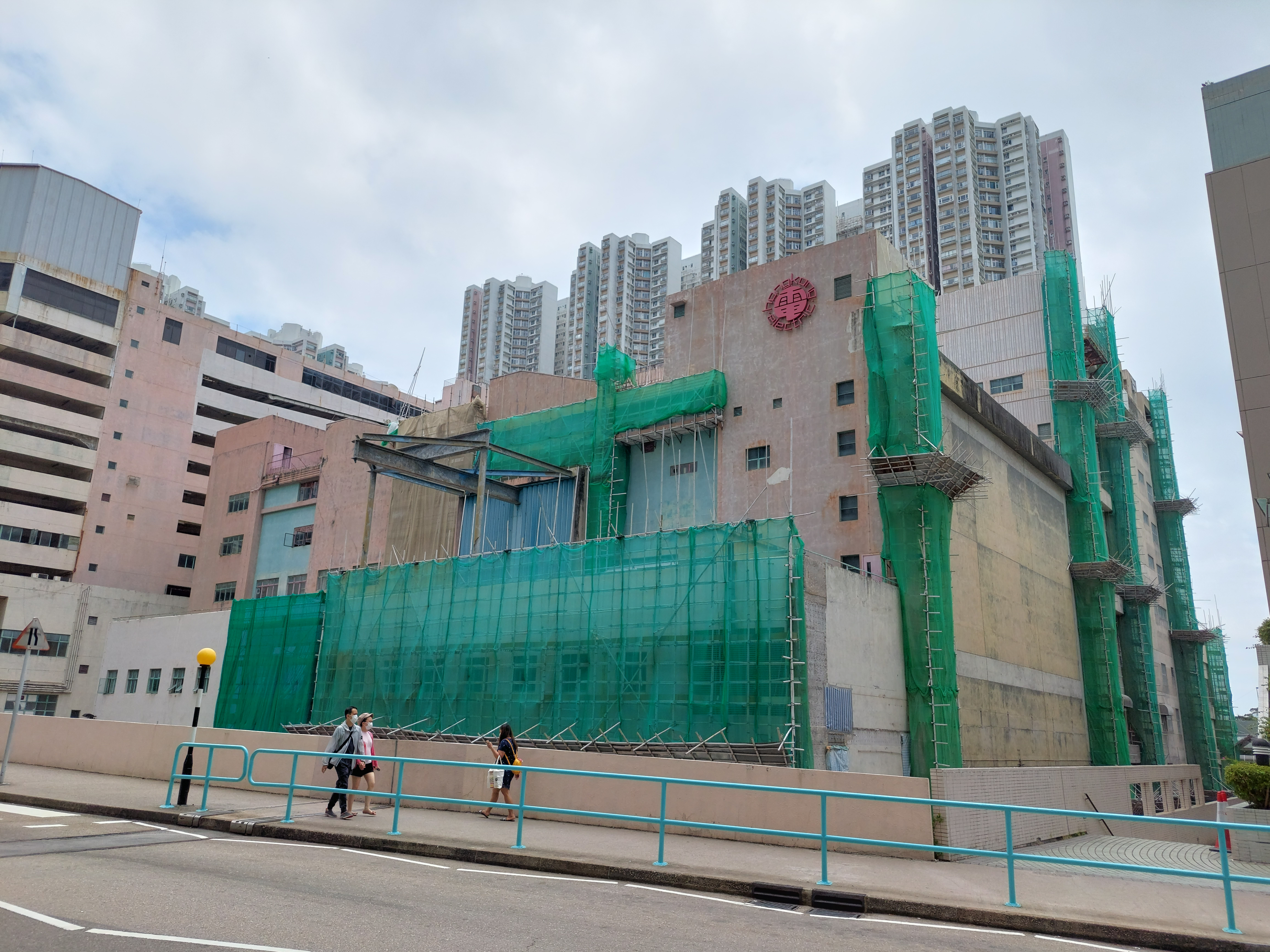
鴨脷洲發電廠尚存機組，後來改建為港燈鴨脷洲綜合大樓

## 外部連結
- 港燈電力投資有限公司歷史
- 鴨脷洲發電廠舊照 （页面存档备份，存于）